# Launceston Elliot
Launceston Elliot (9 de junho de 1874, em Mumbai - 8 de agosto de 1930, em Melbourne) foi um levantador de peso escocês. Ele foi o primeiro britânico campeão olímpico.

## Biografia
Launceston Elliot foi concebido em Launceston, Tasmânia, Austrália, após o qual ele foi nomeado, mas antes de seu nascimento sua família mudou-se para a Índia e ele nasceu em Kaladagi e foi batizado em Guledgudd, agora no estado de Karnataka. Sua família era uma parte estabelecida da aristocracia escocesa, com Lord Minto sendo o chefe da família que tinha fortes conexões com a Índia. O 4º Conde Minto serviu como Vice-Rei da Índia (1905-10). Launceston Elliot era neto de Sir Charles Elliot, ex-governador de Santa Helena, e seu pai Gilbert Wray Elliot serviu como magistrado no Serviço Civil Indiano.

Em 1887, o pai de Elliot desistiu de seu posto na Índia e levou sua família para a Inglaterra, onde ele começou a cultivar em Essex. Launceston, de 13 anos, um jovem excepcionalmente bem construído, que estava vendo a Inglaterra pela primeira vez, imediatamente ficou sob a influência do grande Eugen Sandow e logo se tornou um levantador extraordinariamente talentoso. Em janeiro de 1891, com apenas 16 anos, ele se apresentou com crédito no que hoje é reconhecido como o primeiro Campeonato Britânico realizado no elegante Café Monico em Piccadilly, Londres. Três anos depois, ele foi o vencedor do campeonato no Royal Aquarium, Westminster.

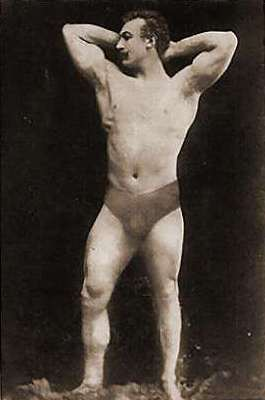
Launceston Elliot em um cartaz de 1910

O sucesso contínuo encorajou Elliot, de 21 anos, a viajar para Atenas para os primeiros Jogos Olímpicos modernos. Na época, não havia regras ou classificações internacionalmente aceitas para o levantamento de peso e as Olimpíadas de 1896 aumentaram ainda mais a enorme variedade de classes disputadas no cenário contemporâneo. O levantamento a duas mãos ficou em primeiro lugar no programa e, depois de uma longa disputa, o dinamarquês Viggo Jensen e o dinamarquês Elliot levantaram 111,5 quilos, mas o príncipe George atribuiu ao dinamarquês o primeiro lugar por o ter feito em melhor estilo. O levantamento de Jensen foi realizado com um soberbo elevador limpo, enquanto Elliot certamente encontrou dificuldades. Por outro lado, o evento de uma mão foi um evento curto e agudo. Elliot recusou a oferta cortês do príncipe George de uma pausa para descanso, mas ele pediu que ele pudesse desta vez levantar depois de Jensen, já que no evento de duas mãos o dinamarquês tinha a vantagem de levantar depois de Elliot. O pedido foi deferido, embora a ordem de levantamento não tivesse efeito material no resultado. Elliot levantou 71,0 quilos sem dificuldade, enquanto Jensen, que havia machucado o ombro ao tentar levantar 112,5 quilos na prova de duas mãos, só conseguiu 57,0 quilos e o primeiro campeão olímpico da Grã-Bretanha foi coroado.
Elliot também competiu nos 100 metros no programa de atletismo. Ele ficou em terceiro lugar em sua bateria e não avançou para a final. No evento de luta livre, Elliot foi derrotado no primeiro round pelo alemão Carl Schuhmann, campeão da ginástica.
Ele terminou em último lugar entre os cinco competidores na prova de escalada em corda no programa de ginástica.
Após sua vitória em Atenas, ele estabeleceu quatro novos recordes no Campeonato Amador de 1899 e, como uma figura proeminente no cenário do levantamento de peso britânico, seu sucesso financeiro estava praticamente garantido. Ele também competiu nos Jogos Olímpicos de Verão de 1900, lançando o disco e ficando em décimo primeiro lugar (nenhum evento de levantamento de peso foi realizado naquele ano). Em 1903 tornou-se profissional. Após sua aposentadoria, Elliot continuou a agricultura na Inglaterra por alguns anos antes de se estabelecer em Melbourne em 1923. Ele morreu de câncer na coluna em 8 de agosto de 1930 aos 56 anos e está enterrado no Cemitério Fawkner de Melbourne.

Fotografias de Launceston Elliot são apresentadas entre os atletas escoceses ilustres na seção de esportes da Scottish National Portrait Gallery, Edimburgo (reaberta após uma grande reforma em 2011).